# Антин, Мэри
Мэри Антин (Энтин) (англ. Mary Antin (Maryashe Antin); 1881—1949) — американская поэтесса, прозаик, публицист и философ еврейского происхождения из Беларуси ; выступала с лекциями по США за права мигрантов и их американизации.

## Биография
Родилась 13 июня 1881 года в Полоцке в еврейской семье Израиля и Эсфири Антиных. Была вторым ребёнком из шести детей.
Израиль Антин эмигрировал в США (в Бостон) в 1891 году, а в 1894 году в Америку переехала вся семья.
Обучалась в Бостонской латинской академии. В 1901 году вышла замуж за Амадеуса Уильяма Грэбо и переехала с ним в Нью-Йорк. Здесь Мэри училась в педагогическом колледже Колумбийского университета и в колледже Барнарда.
Стала популярна благодаря публикации свой автобиографии. Пропагандировала американскую культуру, читала лекции об эмиграции в США из царской России.
Умерла от рака 15 мая 1949 года в США.

## Память
В книге «Полоцк в XX веке, 1905—1914 гг.» И. П. Дейнис; сост. А. И. Судник. Полоцк, 2012 — использованы фотографии из книги Мэри Энтин «Земля заповедная». Лондон, 1912.